# Université nationale de pédagogie de Gongju
L'Université nationale de pédagogie de Gongju (en hangul : 공주교육대학교) est une université nationale de Corée du Sud située à Gongju. Elle a la charge de la formation des futurs enseignants du primaire et du secondaire.

## Histoire
L'établissement est créé en 1938 comme une école normale. En 1962, le cursus passe à 2 ans, puis à 4 ans en 1982. En 1993 l'établissement accède au statut d'université, puis en 1995 ouvre une faculté de 2e cycle universitaire.